# دانيال أكبيي
دانيال أكبيي (بالإنجليزية: Daniel Akpeyi)‏ (و. 1986  م) هو لاعب كرة قدم، من نيجيريا، شارك في كرة القدم في الألعاب الأولمبية الصيفية 2016، يلعب كحارس مرمى.

## روابط خارجية
- دانيال أكبيي على موقع الاتحاد الدولي (مؤرشف)  (الإنجليزية)
- دانيال أكبيي على موقع قاعدة بيانات كرة القدم.إي يو (الإنجليزية)
- دانيال أكبيي على موقع ناشيونال فوتبول تيمز (الإنجليزية)
- دانيال أكبيي على موقع Soccerway.com (الإنجليزية)
- دانيال أكبيي على موقع عالم كرة القدم.نت (الإنجليزية)
- دانيال أكبيي على موقع أوليمبيديا (الإنجليزية)
- دانيال أكبيي على موقع AS.com (الإسبانية)